# (7542) Johnpond
(7542) Johnpond – planetoida z pasa głównego asteroid okrążająca Słońce w ciągu 3 lat i 142 dni w średniej odległości 2,26 j.a. Została odkryta 7 kwietnia 1953 roku w Landessternwarte Heidelberg-Königstuhl w Heidelbergu przez Karla Reinmutha. Nazwa planetoidy pochodzi od Johna Ponda (1767-1836), 6. Astronoma Królewskiego. Nazwa została zaproponowana przez Lutza Schmadela. Przed nadaniem nazwy planetoida nosiła oznaczenie tymczasowe (7542) 1953 GN.